# Otidiogryllacris
Otidiogryllacris är ett släkte av insekter. Otidiogryllacris ingår i familjen Gryllacrididae.
Kladogram enligt Catalogue of Life:
| Otidiogryllacris | \| \| Otidiogryllacris auriculata \| \| \| \| \| \| Otidiogryllacris brevicauda \| \| \| \| \| \| Otidiogryllacris elii \| \| \| \| \| \| Otidiogryllacris hanitschi \| \| \| \| \| \| Otidiogryllacris laterimarginalis \| \| \| \| \| \| Otidiogryllacris longispina \| \| \| \| \| \| Otidiogryllacris peraki \| \| \| \| |
|                  | \| \| Otidiogryllacris auriculata \| \| \| \| \| \| Otidiogryllacris brevicauda \| \| \| \| \| \| Otidiogryllacris elii \| \| \| \| \| \| Otidiogryllacris hanitschi \| \| \| \| \| \| Otidiogryllacris laterimarginalis \| \| \| \| \| \| Otidiogryllacris longispina \| \| \| \| \| \| Otidiogryllacris peraki \| \| \| \| |
|                  | Otidiogryllacris auriculata |
|                  | |
|                  | Otidiogryllacris brevicauda |
|                  | |
|                  | Otidiogryllacris elii |
|                  | |
|                  | Otidiogryllacris hanitschi |
|                  | |
|                  | Otidiogryllacris laterimarginalis |
|                  | |
|                  | Otidiogryllacris longispina |
|                  | |
|                  | Otidiogryllacris peraki |
|                  | |